# Жилищное строительство в Беларуси
Жилищное строительство в Республике Беларусь — процесс введения в строй жилья в стране и ряд связанных с этим проблем.

## Общая ситуация
Льготно-кредитуемое жилищное строительство дотируется бюджетными средствами. В 2010 году объём вводимого жилья с господдержкой составлял около 80 %, в 2011 году — 75 %, в 2012 году не должен превысить 50 % и потом — постепенно снижаться.
В январь—март 2011 года — введено в строй 1 млн 304,6 тыс. м² жилья (17,4 % к годовому заданию — 7,5 млн м²).
В 2011 году было приостановлено льготное кредитование. 10 августа 2011 года вступил в силу указ, согласно которому, норма обеспеченности общей площадью жилого помещения в Минске снижается с 15 до 10 м², а постановка на учёт нуждающихся в улучшении жилищных условий — до 10 лет. 10 октября 2011 года ОАО «АСБ Беларусбанк» приостановило льготное кредитование строительства (реконструкции) жилых помещений, вводимых в эксплуатацию в 2012-м и последующих годах (до определения правительством объёмов льготного кредитования жилищного строительства на 2012 год). Однако проблемы с льготным кредитованием жилья к осени 2011 года ещё больше увеличились.
Планируется изменение категорий нуждающихся в льготном кредитовании и условий такого кредитования. Указ № 324 внёс изменения и дополнения в указ № 396 от 15 июня 2006 года «О долевом строительстве многоквартирных жилых домов»
Банки сконцентрируют имеющиеся ресурсы на льготных кредитах по вводимым в 2011 году домам.
Правительством предлагается изменить условия кредитования нуждающихся в улучшении жилищных условий.
В 2012 году объём льготного кредитования планируется сократить.
К 21 октября 2011 года объёмы жилищного строительства и льготных кредитов на следующий год уточнены не были.
С 26 октября 2011 года вступают в силу изменения к указу «О долевом строительстве многоквартирных жилых домов».

## Ситуация в Минске
В Минске, после ВОВ, активно строились крупные заводы (машиностроения, станкостроения), что привело к притоку населения в город и образовалось устойчивое отставание условий проживания граждан от количества въезжающих. Для снижения проблем с жильём активно строились общежития (в 60-70-е годы). В 1990-х годах изменились условия для постановки на учёт — с 6 м² жилой площади на 15 м² общей площади, что изменило 60 тыс. нуждающихся в 110 тыс. На начало 2010 года в общежитиях проживает около 33 тыс. семей.
На учёте нуждающихся в улучшении жилищных условий на конец 2010 года состояло 855,6 тыс. граждан (семей), что на 62,4 тыс. больше, чем на конец 2009 года. На начало 2011 года в Минске в очереди на улучшение жилищных условий состоят 280 тыс. семей.
Стоимость 1 м² общей площади квартир жилых домов устанавливается Минским городским исполнительным комитетом. Тем не менее, реальные цены на жильё определяются рынком. В 2010 году самым дорогим жильём (по данным Национального кадастрового агентства) была трёхкомнатная квартира по ул. Москвина, 10 (520000 долларов США, 3235,8 доллара за м²).
В январе—марте 2011 года в Минске введено в эксплуатацию 222,6 тыс. м² (18,6 % к заданию — 1 млн. 200 тыс. м²). В январе-июне 2011 года в эксплуатацию введено (при задании на год 1,2 млн м²) только 370 тыс. м² общей площади жилья (30,9 % годового плана). Разработана схема размещения строительства территории Минска до 2015 года.